# 청원경찰
청원경찰은 국가기관 또는 공공단체와 그 아래 있는 중요시설 또는 사업장, 국내주재 외국기관, 기타 중요시설·사업장 또는 장소 등의 경영자가 청원경찰경비를 부담하고 경찰의 배치를 신청하는 경우 그 기관의 경비를 담당하기위해 배치되는 경찰이다. 기관내에서 필요한 범위에서 경찰관 직무집행법에 따른 경찰관의 직무를 수행한다. 직무와 관련해 처벌받거나 손해배상 책임이 생길 때는 공무원으로 간주되나 공무원은 아니다. 한편 여성의 사회진출 증가와 여권 신장의 흐름에 맞춰 헌법재판소에서도 첫 여성청원경찰이 탄생하였으며 공공기관을 상대로 하는 범죄나 테러, 묻지마 범죄 등의 발생 증가로 사회적으로 그 중요성이 부각되고 있다.

## 도입 배경 및 상세
청원경찰제도는 남북대치상황에서 중요시설의 안전을 담당하는 부족한 경찰인력을 보완하려고 1962년 4월 3일 청원경찰법이 제정됨에 따라 설치되었으며, 점차 안전관리 등의 필요성에 따라 활성화되었다. 법이 제정될 당시 청원경찰은 공무원이었으나, 이후 그 신분을 박탈당했다. 다만, 과거 공무원이었던 이유때문인지 현재까지도 신분보장을 받거나 경찰공무원 보수나 복무 등을 준용하거나 공무원연금이 적용되는 규정들이 있다.

## 임용 절차
청원경찰은 청원주와 배치된 기관·시설 또는 사업장 등의 구역을 관할하는 경찰서장의 감독을 받아 그 경비구역 내에 한하여 경찰관직무집행법에 의한 경찰관의 직무를 행한다. 청원경찰의 배치를 받고자 하는 자는 시도경찰청장에게 배치신청하여야 하고, 시도경찰청장은 청원경찰의 배치신청을 받은 때에는 지체 없이 그 배치여부를 결정하여 신청인에게 통지하여야 한다. 청원경찰법 제5조에 따라 국가공무원법상 결격사유가 없어야하고 시행령과 시행규칙상의 임용자격을 갖추어야 한다. 

## 청원경찰법 주요 규정 및 판례
청원경찰의 복무에 관하여는 경찰공무원에 관한 규정을 준용한다.
- 국가기관 또는 지방자체단체 소속 청원경찰은 경찰공무원 봉급과 수당에 따라 급여를 지급받는다.
- 청원주는 청원경찰에게 지급할 봉급 및 각종 수당, 청원경찰의 피복비, 청원경찰의 교육비, 보상금 및 퇴직금 등의 청원경찰경비를 부담하여야 한다.
- 청원주는 청원경찰이 직무수행으로 인하여 부상을 입거나, 질병에 걸리거나 사망한 때 또는 직무상의 부상·질병으로 퇴직하거나, 퇴직 후 2년 이내에 사망한 때에는 본인 또는 그 유족에게 보상금을 지급하여야 한다.
- 청원주는 청원경찰이 퇴직한 때에는 근로기준법의 규정에 의한 퇴직금을 지급하여야 한다. 다만, 국가기관이나 지방자치단체 청원경찰은 공무원연금법상 공무원에 해당하기때문에 퇴직금지급 규정이 없다.
- 청원경찰은 근무 중 제복을 착용하여야 한다.
- 시도경찰청장은 직무수행을 위하여 필요하다고 인정할 때에는 청원주의 신청에 의하여 관할경찰서장으로 하여금 무기를 대여하여 휴대하게 할 수 있다.
- 시도경찰청장은 청원경찰이 그 업무에 관하여 법령에 위반하거나 결격사유에 해당하게 된 때에는 청원주에 대하여 그 청원경찰의 징계를 요구할 수있다.
- 청원주는 항시 소속 청원경찰의 근무수행상황을 감독하고 필요한 교육을 실시하여야 한다.
- 시도경찰청장은 청원경찰의 효율적인 운영을 위하여 청원주를 지도하며 감독상 필요한 명령을 할 수 있다.
- 청원경찰이 직무를 수행함에 있어서 직권을 남용하여 국민에게 해를 끼친 경우에는 처벌되며, 형법 기타 법령에 의한 벌칙의 적용에 있어서는 공무원으로 본다.
- 청원경찰의 직무상 불법행위에 대한 배상책임에 관하여는 민법의 규정에 의한다. 다만, 국가기관이나 지방자치단체 청원경찰은 국가배상법에 의한다.
- 시도경찰청장은 청원경찰의 배치가 필요하다고 인정되는 기관의 장 또는 시설·사업장의 경영자에게 청원경찰을 배치할 것을 요청할 수 있다.
- 청원경찰은 청원경찰의 배치결정을 받은 청원주가 임용하되, 미리 지방경찰청장의 승인을 얻어야 한다.
- 국가공무원의 결격사유가 있는 자는 청원경찰로 임용될 수 없다.
- 국가기관 또는 지방자치단체의 청원경찰은 공무집행방해죄의 공무원에 해당한다.(대법원 2008도9919)
- 국가기관 또는 지방자치단체의 청원경찰은 공무원은 아니지만, 임용권자가 행정기관의 장이고 국가나 지자체로부터 보수를 받으며 산재보험이나 근로기준법이 아닌 공무원연금법에 따라 재해보상이나 퇴직연금을 받고 국가배상법이 적용되는 등의 특징이 있으므로 임용자격, 직무, 복무의무 등의 내용을 종합하여 볼때 그 근무관계를 사법상 고용계약 관계로 보기어렵고 징계처분에 관한 소는 행정소송의 대상이지 민사소송의 대상이 아니다.(대법원 92다47564)
- 국가기관 또는 지방자치단체의 청원경찰은 복무에 관하여 경찰공무원의 복무를 준용하도록 하고있으므로 휴가에 관하여는 공무원복무규정 상 휴가규정이 우선적용되고 근로기준법상 규정은 적용이 배제된다.(대법원 95다24074)

## 처우

### 급여 및 상세 등
국가기관 또는 지방자치단체 청원경찰은 재직기간에 따라 경찰공무원 중 순경~경위계급에 따라 봉급을 지급받으며, 공무원수당 등에 관한 규정에 따라 여러 수당을 경찰청장이 고시한다. 또한 법률에 의해 형의 선고, 징계, 신체정신이상이 아닌경우를 제외하고는 그 의사에 반하여 면직되지 아니한다는 규정으로 신분보장을 받고 공무원연금과 공무원 재해보상법 적용대상이다. 
국가기관 또는 지방자치단체 이외의 청원경찰은 경찰청장이 최저부담액을 고시하며, 이는 말그대로 최저이므로 그 이상은 얼마를 더 주든 청원주의 마음이다. 국민연금과 산재보험 대상이며, 특이하게도 중앙정부나 지자체 소속이 아님에도 신분보장의 규정을 동일하게 적용받는다.  

### 노동권
청원경찰은 법률상 쟁의행위가 금지되어 있다. 다만, 헌법재판소에서 기존법률에 일부위헌결정을 함으로써 법이 개정되어 단체교섭권은 허용된다. 

### 낮은 인식
흔히들 청원경찰하면 은행 또는 우체국청원경찰을 떠올리며, 실상 이들은 로비매니저(일반경비원)이고 법률에 따라 청원경찰은 시도경찰청장에게 경찰의 배치를 허가받고 임용승인을 얻어야한다. 

## 사건사고
서울북부지검형사6부(김태철 부장검사)는 2010년 10월 28일 청원경찰의 친목단체인 ‘전국청원경찰친목협의회’(일명 청목회) 회원들로부터 8억여원의 회비를 걷어 국회의원들의 후원회 계좌로 입금한 혐의(정치자금법 위반)로 청목회 회장 최모씨(56)와 사무총장 양모씨, 추진단장 김모씨를 구속했다.

## 같이 보기
- 전국청원경찰친목협의회(청목회)
- 경찰청
- 해양경찰청
- 철도특별사법경찰대